# خوستینیانو بورگونیو
خوستینیانو بورگونیو (انگلیسی: Justiniano Borgoño؛ ۵ سپتامبر ۱۸۳۶ – ۲۷ ژانویهٔ ۱۹۲۱) یک سیاست‌مدار اهل پرو و از آوریل تا اوت ۱۸۹۴ رئیس‌جمهور این کشور بود.